# Auray Quiberon Terre Atlantique
Pour les articles homonymes, voir AQTA.
Auray Quiberon Terre Atlantique (AQTA) est une communauté de communes française, située dans le département du Morbihan, en région Bretagne.

## Histoire
La communauté de communes a été créée le 1er janvier 2014, par la fusion de quatre communautés de communes (Auray communauté, Communauté de communes de la Côte des Mégalithes, Communauté de communes de la Ria d'Étel et Communauté de communes des Trois Rivières), rejointes par quatre communes jusqu'alors non membres d'un EPCI (Hœdic, Houat, Quiberon et Saint-Pierre-Quiberon). Elle regroupe toutes les communes du Pays d'Auray à l'exception de celles de la Communauté de communes de Belle-Île-en-Mer.
Lors de la première réunion du conseil communautaire, le 6 janvier 2014, Philippe Le Ray, député de la circonscription, est élu président.

## Territoire communautaire

### Géographie
Située dans le centre-ouest  du département du Morbihan, l'intercommunalité Auray Quiberon Terre Atlantique regroupe 24 communes et s'étend sur 520,8 km2.

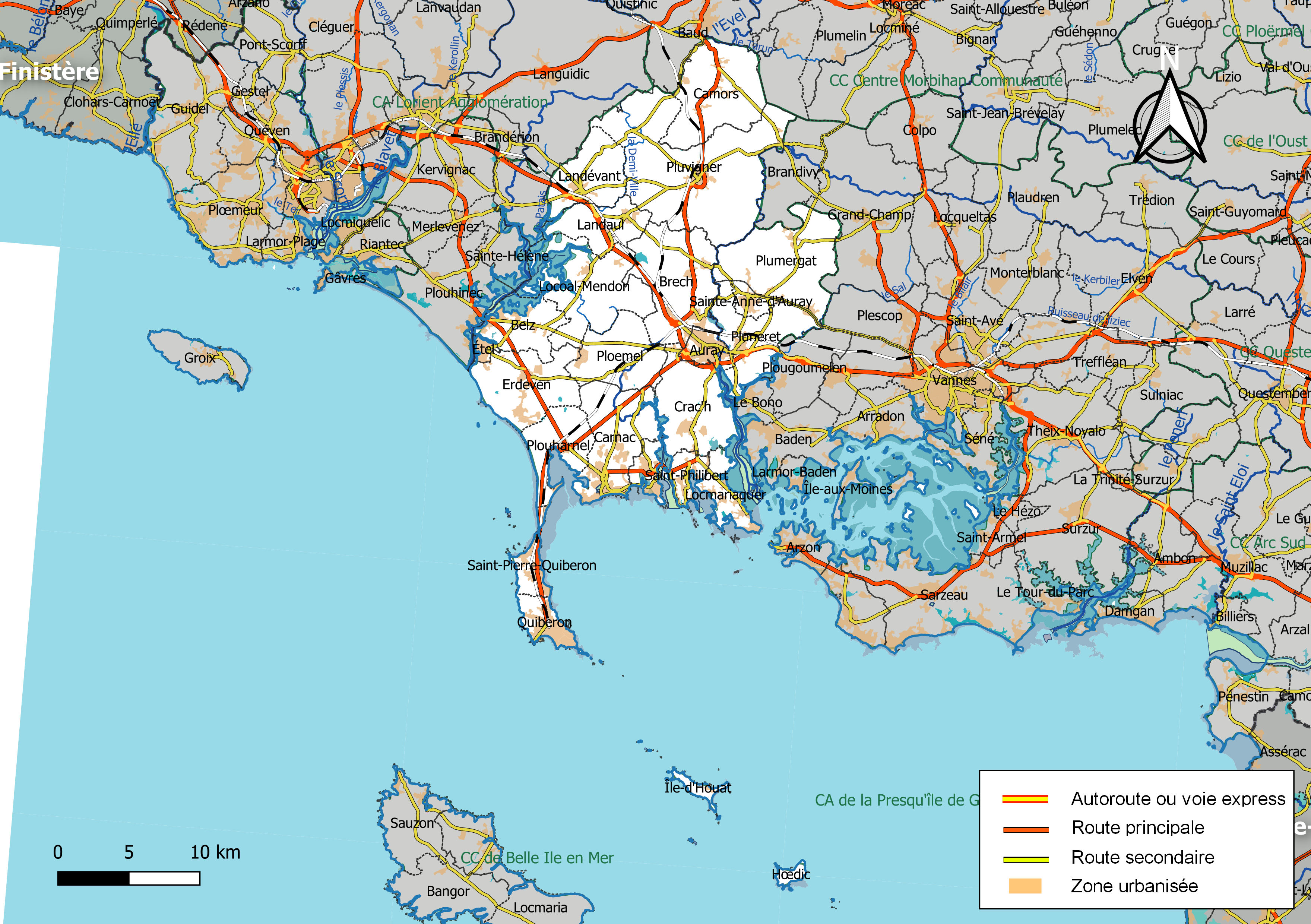
Carte de l'intercommunalité Auray Quiberon Terre Atlantique au 1er janvier 2019.

### Composition

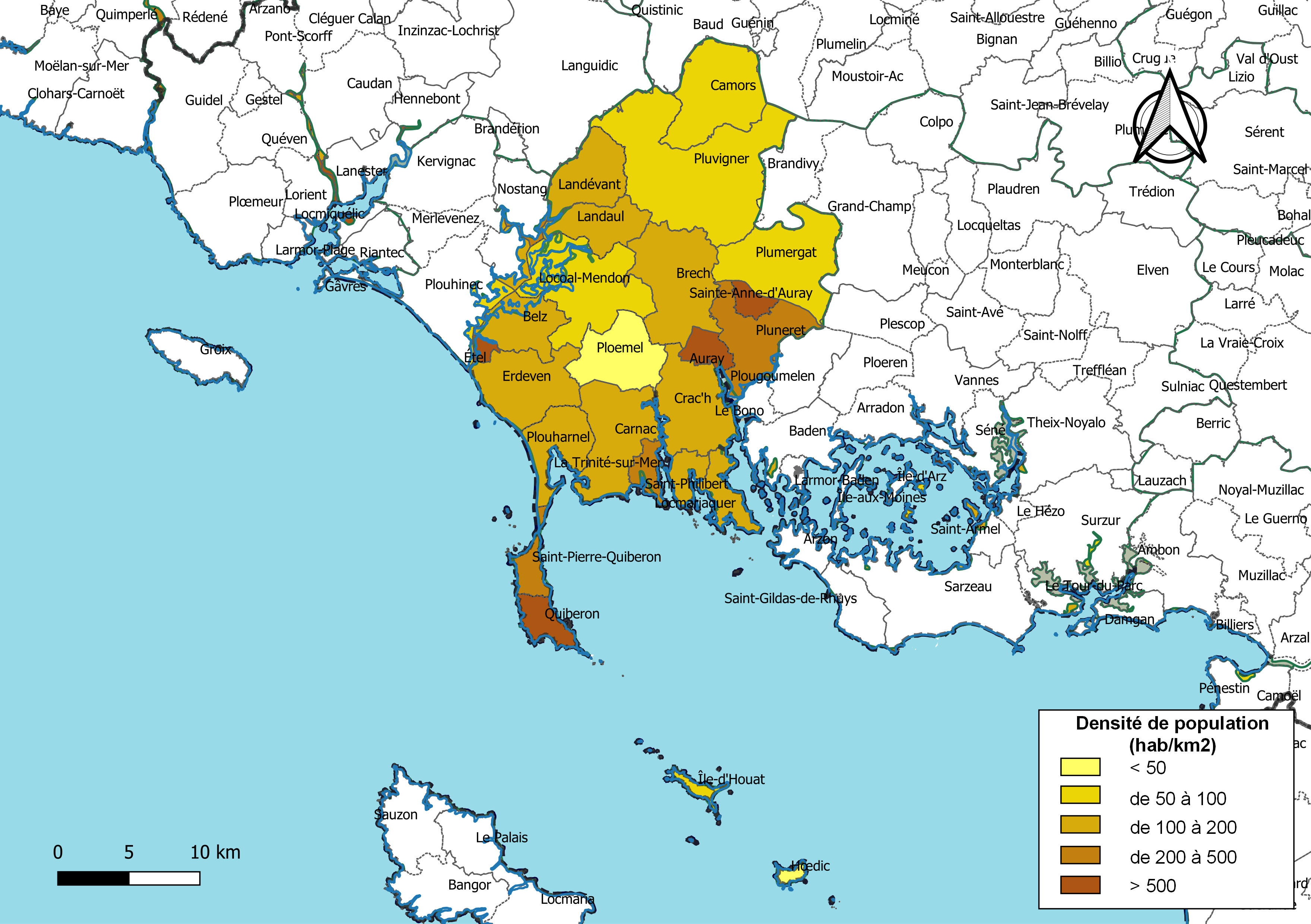
Carte des densités de population (millésimée 2016) des communes de l'intercommunalité Auray Quiberon Terre Atlantique. Composition en communes au 1er janvier 2019.

La communauté de communes est composée des 24 communes suivantes :

| Nom                   | Code Insee | Gentilé            | Superficie (km2) | Population (dernière pop. légale) | Densité (hab./km2) |
| --------------------- | ---------- | ------------------ | ---------------- | --------------------------------- | ------------------ |
| Auray (siège)         | 56007      | Alréens            | 6,91             | 14 417 (2022)                     | 2 086              |
| Belz                  | 56013      | Belzois            | 15,67            | 3 869 (2022)                      | 247                |
| Brech                 | 56023      | Brechois           | 40,86            | 7 057 (2022)                      | 173                |
| Camors                | 56031      | Camoriens          | 37,09            | 3 180 (2022)                      | 86                 |
| Carnac                | 56034      | Carnacois          | 32,71            | 4 215 (2022)                      | 129                |
| Crach                 | 56046      | Crachois           | 30,54            | 3 458 (2022)                      | 113                |
| Erdeven               | 56054      | Erdevennois        | 30,64            | 3 987 (2022)                      | 130                |
| Étel                  | 56055      | Étellois           | 1,74             | 2 058 (2022)                      | 1 183              |
| Hœdic                 | 56085      | Hœdicais           | 2,08             | 103 (2022)                        | 50                 |
| Île-d'Houat           | 56086      | Houatais           | 2,91             | 214 (2022)                        | 74                 |
| Landaul               | 56096      | Landaulais         | 17,35            | 2 487 (2022)                      | 143                |
| Landévant             | 56097      | Landévantais       | 22,34            | 4 049 (2022)                      | 181                |
| Locmariaquer          | 56116      | Locmariaquérois    | 10,99            | 1 567 (2022)                      | 143                |
| Locoal-Mendon         | 56119      | Locoalo-Mendonnais | 39,97            | 3 529 (2022)                      | 88                 |
| Ploemel               | 56161      | Ploemelois         | 25,16            | 3 109 (2022)                      | 124                |
| Plouharnel            | 56168      | Plouharnelais      | 18,32            | 2 272 (2022)                      | 124                |
| Plumergat             | 56175      | Plumergatais       | 41,94            | 4 199 (2022)                      | 100                |
| Pluneret              | 56176      | Pluneretains       | 26,2             | 6 257 (2022)                      | 239                |
| Pluvigner             | 56177      | Pluvignois         | 82,83            | 7 644 (2022)                      | 92                 |
| Quiberon              | 56186      | Quiberonnais       | 8,83             | 4 782 (2022)                      | 542                |
| Saint-Philibert       | 56233      | Saint-Philibertins | 7,05             | 1 580 (2022)                      | 224                |
| Saint-Pierre-Quiberon | 56234      | Saint-Pierrois     | 7,54             | 2 327 (2022)                      | 309                |
| Sainte-Anne-d'Auray   | 56263      | Saintannois        | 4,97             | 2 837 (2022)                      | 571                |
| La Trinité-sur-Mer    | 56258      | Trinitains         | 6,2              | 1 837 (2022)                      | 296                |

### Démographie
| 1968   | 1975   | 1982   | 1990   | 1999   | 2010   | 2015   | 2021   |
| ------ | ------ | ------ | ------ | ------ | ------ | ------ | ------ |
| 55 127 | 57 412 | 60 225 | 64 182 | 68 038 | 81 827 | 86 050 | 89 993 |

## Administration

### Siège
Le siège de la communauté de communes Auray Quiberon Terre Atlantique est à Auray, 2 rue du Danemark.

### Tendances politiques
| Commune               | Maire                      | Étiquette | Étiquette |
| --------------------- | -------------------------- | --------- | --------- |
| Auray                 | Claire Masson              |           | LÉ        |
| Belz                  | Bruno Goasmat              |           | DVD       |
| Brec'h                | Fabrice Robelet            |           | DVD       |
| Camors                | Claude Jarno               |           | PS        |
| Carnac                | Olivier Lepick             |           | HOR       |
| Crac'h                | Jean-Loïc Bonnemains       |           | DVD       |
| Erdeven               | Dominique Riguidel         |           | DVD       |
| Étel                  | Guy Hercend                |           | SE        |
| Hœdic                 | Jean-Luc Chiffoleau        |           | SE        |
| Île-d'Houat           | Philippe Le Fur            |           | DVD       |
| Landaul               | Dominique Ollivier-Frankel |           | DVG       |
| Landévant             | Pascal Le Calvé            |           | DVD       |
| Locmariaquer          | Hervé Cagnard              |           | DVD       |
| Locoal-Mendon         | Karine Bellec              |           | DVD       |
| Ploemel               | Jean-Luc Le Tallec         |           | DVD       |
| Plouharnel            | Chantal Le Piouff-Le Bihan |           | SE        |
| Plumergat             | Sandrine Cadoret           |           | SE        |
| Pluneret              | Franck Vallein             |           | DVG       |
| Pluvigner             | Diane Hingray              |           | PS        |
| Quiberon              | Patrick Le Roux            |           | DVD       |
| Saint-Philibert       | François Le Cotillec       |           | DVD       |
| Saint-Pierre-Quiberon | Stéphanie Doyen            |           | HOR       |
| Sainte-Anne-d'Auray   | Roland Gastine             |           | DVD       |
| La Trinité-sur-Mer    | Yves Normand               |           | DVC       |

### Conseil communautaire
Les 57 conseillers titulaires sont ainsi répartis selon le droit commun comme suit :
| Nombre de conseillers | Communes |
| --------------------- | --- |
| 8                     | Auray |
| 4                     | Brec'h, Pluvigner |
| 3                     | Carnac, Plumergat, Pluneret, Quiberon                                                                                                   |
| 2                     | Belz, Camors, Crac'h, Erdeven, Étel, Landaul, Landévant, Locoal-Mendon, Ploemel, Plouharnel, Saint-Pierre-Quiberon, Sainte-Anne-d'Auray |
| 1                     | Hœdic, Houat, La Trinité-sur-Mer, Locmariaquer, Saint-Philibert                                                                         |

### Élus
La communauté de communes est administrée par son conseil communautaire constitué en 2020 de 57 conseillers communautaires, qui sont des conseillers municipaux représentant chacune des communes membres.
À la suite des élections municipales de 2020 dans le Morbihan, le conseil communautaire du 16 juillet 2020 a réélu son président, Philippe Le Ray, adjoint au maire de Plumergat, ainsi que ses 15 vice-présidents.
Le bureau est remanié le 18 décembre 2020 à la suite de la démission de Paul Chapel, conseiller municipal de Carnac et 15e vice-président d'AQTA, et le 23 juin 2023 après le décès de Michel Le Ray, adjoint au maire de Plouharnel et 11e vice-président. Depuis cette date, la liste des vice-présidents est la suivante :
|     | Attributions                                                                                                | Identité           | Qualité                             |
| --- | --- | ------------------ | ----------------------------------- |
| 1er | Infrastructures et mobilités                                                                                | Fabrice Robelet    | Maire de Brec'h                     |
| 2e  | Développement économique, finances, mutualisation et évaluation des politiques communautaires               | Dominique Riguidel | Maire d'Erdeven                     |
| 3e  | Gestion des déchets et valorisation des ressources                                                          | Claire Masson      | Maire d'Auray                       |
| 4e  | Attractivité, tourisme et événementiel                                                                      | Yves Normand       | Maire de La Trinité-sur-Mer         |
| 5e  | Solidarités et services à la population                                                                     | Karine Bellec      | Maire de Locoal-Mendon              |
| 6e  | Eau potable et assainissement collectif                                                                     | Roland Gastine     | Maire de Sainte-Anne d'Auray        |
| 7e  | Politique du logement et habitat                                                                            | Stéphanie Doyen    | Maire de Saint-Pierre-Quiberon      |
| 8e  | Commerce et parcs d’activités                                                                               | Franck Vallein     | Maire de Pluneret                   |
| 9e  | Assainissement non collectif, biodiversité et accueil des gens du voyage                                    | Annie Audic        | Adjointe au maire de Crac'h         |
| 10e | Culture et usages numériques                                                                                | Sophie Lemoulinier | Adjointe au maire de Quiberon       |
| 11e | Urbanisme, planification et aménagement du territoire                                                       | Hervé Cagnard      | Maire de Locmariaquer               |
| 12e | Sport, loisirs et ressources humaines                                                                       | Katia Bonnec       | Adjointe au maire de Landévant      |
| 13e | Déploiement du programme alimentaire territorial et valorisation des circuits courts et des produits locaux | Hélène Coda-Poirey | Adjointe au maire d'Étel            |
| 14e | Plan climat-air-énergie territorial                                                                         | Aurélie Rio        | Conseillère municipale de Pluvigner |
| 15e | Gestion des milieux aquatiques, prévention des inondations et politique de bassins versants                 | Pascal Le Jean     | Adjoint au maire de Carnac          |

Le bureau communautaire comprend par ailleurs huit autres membres issus des communes non représentées par un vice-président :
- Bruno Goasmat, maire de Belz ;
- Claude Jarno, maire de Camors ;
- Philippe Le Fur, maire de Houat ;
- Jean-Luc Chiffoleau, maire de Hœdic ;
- Dominique Ollivier-Frankel, maire de Landaul ;
- Jean-Luc Le Tallec, maire de Ploemel ;
- Chantal Le Piouff-Le Bihan, maire de Plouharnel ;
- François Le Cotillec, maire de Saint-Philibert.

Ensemble, ils forment le bureau communautaire pour la période 2020-2026.

### Liste des présidents
| Période        | Période                       | Identité        | Étiquette | Qualité |
| -------------- | ----------------------------- | --------------- | --------- | --- |
| 6 janvier 2014 | En cours (au 16 juillet 2020) | Philippe Le Ray | UMP-LR    | Adjoint au maire de Plumergat (2001 → ) Député du Morbihan (2e circ.) (2012 → 2017) Réélu pour le mandat 2020-2026 |

Les services d’Auray Quiberon Terre Atlantique sont placés sous la responsabilité de Yann Cristel, directeur général des services.